# Raionul Golta, județul Golta

Raionul Golta a fost unul din cele cinci raioane ale județului Golta din Guvernământul Transnistriei între 1941 și 1944.

## Localități
- Pervomaisk